# Regressziószámítás
A statisztikában a regressziószámítás vagy regresszióanalízis (visszavezetés, illesztés) során két vagy több véletlen változó között fennálló kapcsolatot modellezzük. Célja becslések, összefüggések, rendszerűség megállapítása, pontosítása.  A regressziós modell tulajdonságai alapján megkülönböztethetünk lineáris és nemlineáris regressziót, az adataink alapján pedig idősor, keresztmetszeti, és panel regresszióanalízist.

## A feladat
A regresszió feladata két vagy több valószínűségi változó közötti {\displaystyle y=f(x_{1},x_{2},\dots ,x_{n})\quad } függvénykapcsolat meghatározása.
A változókat reprezentáló (n+1) dimenziós {\displaystyle P(y;x_{1},x_{2},\dots ,x_{n})} vektor koordinátáira kapott m számú {\displaystyle P_{1},P_{2},\dots ,P_{m}} mérési adatból meg kell határozni egy, a vizsgált jelenséget leíró, jól kezelhető függvényt: {\displaystyle y=f(x_{1},x_{2},\dots ,x_{n})=f(X)}, amelynek az {\displaystyle X_{k}=(x_{1},x_{2},\dots ,x_{n})_{k}} helyeken felvett {\displaystyle {\hat {y}}_{k}=f(X_{k})} értékei
- vagy megegyeznek a megfelelő mért értékekkel: {\displaystyle {\hat {y}}_{k}=y_{k}} - (interpoláció),
- vagy az {\displaystyle e_{k}=(y_{k}-{\hat {y}}_{k})} eltérések valamilyen minimum-feltételnek eleget tesznek (regresszió).

Az eltérések mértékét többféleképpen lehet megadni. Leggyakrabban a hibaértékek {\displaystyle e_{k}} eltérések : {\displaystyle \sum _{i=1}^{m}e_{k}^{2}} négyzetösszegének minimumát követeljük meg. (l.: legkisebb négyzetek módszere).
A vizsgált jelenség természete szabja meg a közelítésre alkalmas függvény típusát. Eszerint megkülönböztetünk lineáris és nemlineáris regressziót. A kapcsolt változók száma szerint ugyancsak eltérnek a modellek. Ilyen értelemben beszélünk két-, három- stb. változós regresszióról.

## Lineáris regresszió
Az általános lineáris modell az
{\displaystyle {\hat {y}}=A_{0}+A_{1}x_{1}+A_{2}x_{2}+\dots +A_{n}x_{n}}
függvény {\displaystyle A_{i}} együtthatóinak meghatározását követeli meg. (Többváltozós lineáris regresszió.)
A leggyakoribb kétváltozós lineáris modell a síkon derékszögű koordináta-rendszerben pontokkal ábrázolható adathalmazra {\displaystyle {\hat {y}}=A_{1}x+A_{0}} egyenletű egyenes illesztését írja elő. Ezt az egyenest szokás trend-vonalnak, az egyenlet {\displaystyle A_{1}} együtthatóját trendnek (meredekség, tendencia), {\displaystyle A_{0}} konstansát tengelymetszetnek nevezni.
Az együtthatók becslésére alkalmazott eljárások:
- a legkisebb négyzetek módszere (angolul Ordinary Least Squares – OLS)
- az általánosított legkisebb négyzetek módszere (Generalized Least Squares – GLS)
- az általánosított momentumok módszere (Generalized Method of Moments – GMM)
- a legnagyobb valószerűség módszere (Maximum Likelihood estimation – ML).

## Nemlineáris regresszió
Nemlineáris regressziószámítást akkor alkalmaznak, ha a modell nemlineáris. Az ilyenkor alkalmazható linearizáló módszer abból áll, hogy az eredeti {\displaystyle (y;x_{1},\dots )} változók helyett, velük összefüggő, de egymással lineáris kapcsolatban lévő {\displaystyle (Y;X_{1},\dots )} változókat vezetünk be.
Például az {\displaystyle y=A\cdot e^{Bx}\quad } formulából az {\displaystyle X=x;Y=\ln {y}\quad } helyettesítésekkel az {\displaystyle Y=\ln A+B\cdot X\quad } lineáris kapcsolat adódik. Ennek(a,b) együtthatóiból az eredeti formula konstansai adódnak: {\displaystyle A=e^{a};B=b\quad }.

## Regresszió. Gyakorlati alkalmazások
- Kehl Dániel-Sipos Béla. Excel parancsfájlok felhasználása a statisztikai elemzésekben. Oktatási segédlet. Gyakorlati alkalmazások. OSZK-MEK (PDF és XLSM) (magyar nyelven). (Hozzáférés: 2022. március 1.)